# Noël Nicolas Coypel
Noël Nicolas Coypel (17 de noviembre de 1690 - 14 de diciembre de 1734) fue un artista francés.
Hijo de Noël Coypel y medio hermano del pintor Antoine Coypel, entró a formar parte de la Academia Real en 1716. Fue nombrado profesor en 1733, pero murió poco después en un accidente doméstico. 